# Dominik Nhi
Św. Dominik Nhi (wiet. Ðaminh Nhi) (ur. ok. 1812 r. w Ngọc Cục, prowincja Nam Định w Wietnamie – zm. 16 czerwca 1862 r. w Làng Cốc, prowincja Nam Định w Wietnamie) – święty Kościoła katolickiego, męczennik.
Dominik Nhi urodził się w Ngọc Cục, prowincja Nam Định. Jego rodzicami byli Dominik Vương i Katarzyna Vân. Dominik Nhi był rolnikiem. Podczas prześladowań chrześcijan aresztowano go 14 września 1861 r. Został ścięty z kilkoma innymi osobami w Làng Cốc 16 czerwca 1862 r.
Dzień wspomnienia: 24 listopada w grupie 117 męczenników wietnamskich.
Beatyfikowany 29 kwietnia 1951 r. przez Piusa XII. Kanonizowany przez Jana Pawła II 19 czerwca 1988 r. w grupie 117 męczenników wietnamskich.